# Mohamed Seghir Nekkache
Pour les articles homonymes, voir Seghir.
 (mai 2019).
Mohamed Seghir Nekkache, né le 26 avril 1918 à Ouled Mimoun (anciennement Lamoricière) dans la wilaya de Tlemcen et mort le 29 mai 2010 à Oran, est un médecin algérien.
Il fut le principal architecte des services de santé de l’ALN durant la guerre d’indépendance. Il fut également le premier ministre de la Santé de l’Algérie indépendante.

## Biographie
Le jeune Mohamed Seghir a une enfance aisée et studieuse. Pour raison d'études, il quitte son village natal pour Tlemcen où, parallèlement à sa scolarité, il s'imprègne de l'enseignement réformiste du cheikh El Hadi de l'Association des oulémas musulmans algériens.
Il obtient son baccalauréat en 1938. Il étudie la médecine à l'université de Toulouse. Durant ces années universitaires Mohamed Seghir Nekkache est attentif au mouvement national déjà en ébullition à cette époque. Il professe très tôt des idées indépendantistes.
Après la défaite française de 1940, il travaille à l’hôpital militaire allemand d’Aix-en-Provence. Il est  ensuite recruté par l’Abwehr, et travaille sous le pseudonyme de Ben Slimane en organisant notamment des parachutages en Afrique du Nord[source insuffisante].
Il est docteur en médecine en 1949. Sa thèse avait pour titre :  « Contribution à l’étude d’un cas familial d’ostéopénie ».  Il obtint également plusieurs diplômes d’études spéciales en hydrologie, électro-radiologie, hygiène, microbiologie, médecine légale, psychiatrie, sérologie et prophylaxie vénérienne.
À la fin de ses études, il s’installe en cabinet privé dans le quartier de Mdina Jdida à Oran. Il soigne les plus pauvres gratuitement, aide de ses deniers les medersas et les associations sportives. Les matinées des dimanches et jours fériés, son cabinet se transforme en foyer ouvert à des activités très diverses, sanitaires mais aussi sociales et culturelles.
Le docteur Nekkache entame également une carrière politique en adhérant au Mouvement pour le triomphe des libertés démocratiques (MTLD). En 1954, quelques mois avant le déclenchement de la lutte de libération nationale, il met en place une formation de secouristes. Dès le lendemain du 1er novembre 1954, il est inquiété par la police coloniale.
C’est Nekkache qui a installé à Alger la première cellule FLN à vocation santé, mettant à sa tête Nefissa Hamoud. L’objectif de la cellule étant la collecte de médicaments et instruments de petite chirurgie au travers d’un maillage des professionnels de la santé de la région algéroise : pharmaciens, médecins, étudiants en médecine, infirmières….. ainsi que la formation des jeunes lycéens et étudiants aux gestes de secourisme. C’est également la cellule qui permettait aux nouvelles recrues du réseau santé du FLN de rejoindre leur destination.
En 1956 il se réfugie en Tunisie et intègre les rangs de l’ALN. Il supervise les activités de santé de la base Est. Il fait de la formation paramédicale son objectif principal tout en assurant les prestations de soin aux blessés évacués des maquis. Il retrouve un ancien agent de l'Abwehr Richard Christmann désormais employé par le Bundesnachrichtendienst, service de l'Allemagne fédérale qui lui facilitera la livraison d'armes.
L’arrivée de Mahsas à la tête de la base Est, nommé par Ahmed Ben Bella, entraine la mise en place d’un Conseil de la Santé présidé par Mohamed Toumi. La tenue du Congrès de la Soummam induit de nouveaux changements à la tête des Services de Santé avec la nomination de Tedjini Haddam. Nekkache continue ses activités de formation et de soins.
Il revient à la tête des services de santé avec la proclamation du GPRA et la création de l’état-major général. Il prend en charge la santé militaire et conservera sa place jusqu’à l’indépendance. Il s’attellera à élever le niveau de formation des personnels de santé et à permettre une meilleure prise en charge des blessés notamment avec la création, en partenariat avec la Yougoslavie, d’un centre de rééducation.
En 1962, il a le grade de commandant de l’ALN. A l’indépendance du pays, il est désigné ministre de la Santé dans le premier gouvernement algérien. C’est lui qui mettra en place la Pharmacie centrale algérienne et l’Institut national de santé publique dès 1963.
Lors du coup d'État du 19 juin 1965, M. S. Nekkache manifeste son opposition. Assigné à résidence surveillée à Touggourt, il travaillera à l’hôpital de la ville jusqu’en 1970, année de son élargissement. Libéré, il ouvre un cabinet privé au Front de mer à Oran où il exercera jusqu’à la retraite. En 1981, il rejoint le MDA, parti créé par Ben Bella à sa sortie de prison. Jugé par la Cour de sûreté de l’État cela va lui valoir dix huit mois d'incarcération.
Les dernières années de sa vie se déroulèrent dans la discrétion et l’abandon par tous, hormis les visites de quelques-uns de ses anciens compagnons. A la veille du 56e anniversaire du déclenchement de la lutte de libération, l'hôpital central de l'armée à Aïn Naâdja à Djasr Kasentina près d'Alger a été baptisé à son nom.

## Décorations
- Ahid de l'ordre du Mérite national d'Algérie.